# Mocho
Bei den Mochos (motozintlekisch mochó „es gibt nicht“), oder Motozintleken, handelt es sich um eine kleine indigene Volksgruppe im mexikanischen Bundesstaat Chiapas.
Die Angehörigen der Mochos werden zu den Mayavölkern gezählt, doch ist ihre heutige Lebensweise, von einigen überlieferten Traditionen bzw. Ritualen, die in das Christentum eingegliedert worden sind, abgesehen, größtenteils durch die spanische Eroberung an deren Kultur angepasst. Die Mochos sprechen das gleichnamige Mocho (bzw. Motozintlekisch), welches allgemein zu den Mayasprachen gezählt wird. 